# Pârâul Negru, Cibin
Părâul Negru sau Râul Săliște este un curs de apă, afluent al râului Cibin. 